# Petrovice (Moravia-Slesia)
Petrovice (in tedesco Petersdorf) è un comune della Repubblica Ceca facente parte del distretto di Bruntál, nella regione della Moravia-Slesia.